# Academia UTM Kiszyniów
Academia UTM Kiszyniów (rum. Fotbal Club Academia UTM Chișinău) – mołdawski klub piłkarski z siedzibą w Kiszyniowie, stolicy Mołdawii.

## Historia
Chronologia nazw:
- 2006—2008: Academia Kiszyniów
- 2008—...: Academia UTM Kiszyniów

Drużyna piłkarska Academia została założona 14 lipca 2006 w mieście Kiszyniów.
W sezonie 2006/07 klub startował w Divizia A, a w następnym sezonie zajął trzecie miejsce i zdobył awans do pierwszej ligi. W sezonie 2008/09 debiutował w Wyższej Lidze Mołdawii.

## Sukcesy
- 3. miejsce w Divizia A: 2007/08